# Repechy
Repechy jsou vesnice a část obce Bousín v okrese Prostějov v Olomouckém kraji. Leží na Drahanské vrchovině, tři kilometry od Protivanova a asi sedm kilometrů od Drahan. Je zde jedna hasičská nádrž, která v létě slouží i ke koupání a jeden rybník, dvě kapličky. V okolí vesnice se nachází dvě studánky a jedno vyhlídkové místo. Chalupáři zde mají svůj spolek.

## Název
České jméno vesnice vzniklo z německého Reichbach – "bohatý potok" (bohatý na vodu). Jméno v místním nářečí dostalo podobu Répech, ke zkrácení první samohlásky došlo vlivem německé podoby jména (Rep(p)ech). Podle jiných místních jmen v množném čísle se od konce 19. století jméno psalo jako Repechy.

## Historie
První doklady existence vsi jsou z konce 15. století – 1481 "na Raypachu". Roku 1566 byly jmenovány jako pusté. V roce 1716 byla v místě založena sklárna.
První písemná zmínka o vesnici pochází z roku 1727.

## Obyvatelstvo

### Struktura
Vývoj počtu obyvatel za celou obec i za jeho jednotlivé části uvádí tabulka níže, ve které se zobrazuje i příslušnost jednotlivých částí k obci či následné odtržení.
| Rok            | 1869 | 1880 | 1890 | 1900 | 1910 | 1921 | 1930 | 1950 | 1961 | 1970 | 1980 | 1991 | 2001 | 2011 | 2021 |
| -------------- | ---- | ---- | ---- | ---- | ---- | ---- | ---- | ---- | ---- | ---- | ---- | ---- | ---- | ---- | ---- |
| Počet obyvatel | 199  | 222  | 222  | 253  | 283  | 283  | 278  | 108  | 127  | 99   | 57   | 31   | 19   | 15   | 27   |
| Počet domů     | 27   | 33   | 36   | 41   | 42   | 45   | 50   | 52   | 52   | 29   | 19   | 22   | 44   | 46   | 45   |

## Obecní správa
Při sčítání lidu v letech 1850–1960 Repechy byly samostatnou obcí v okrese Boskovice. Od roku 1960 je částí obce Bousín v okrese Prostějov.

## Galerie

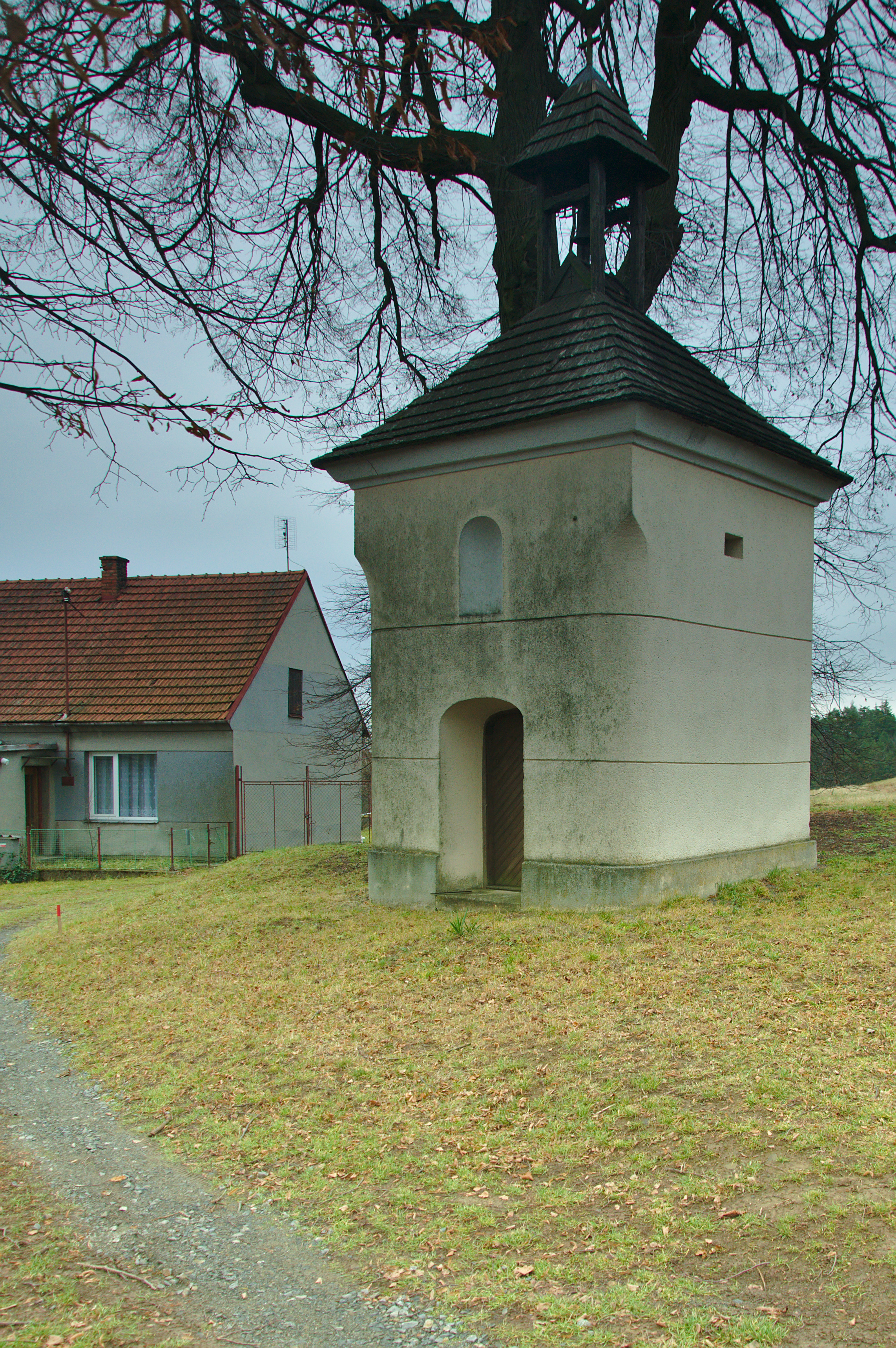
Zvonice
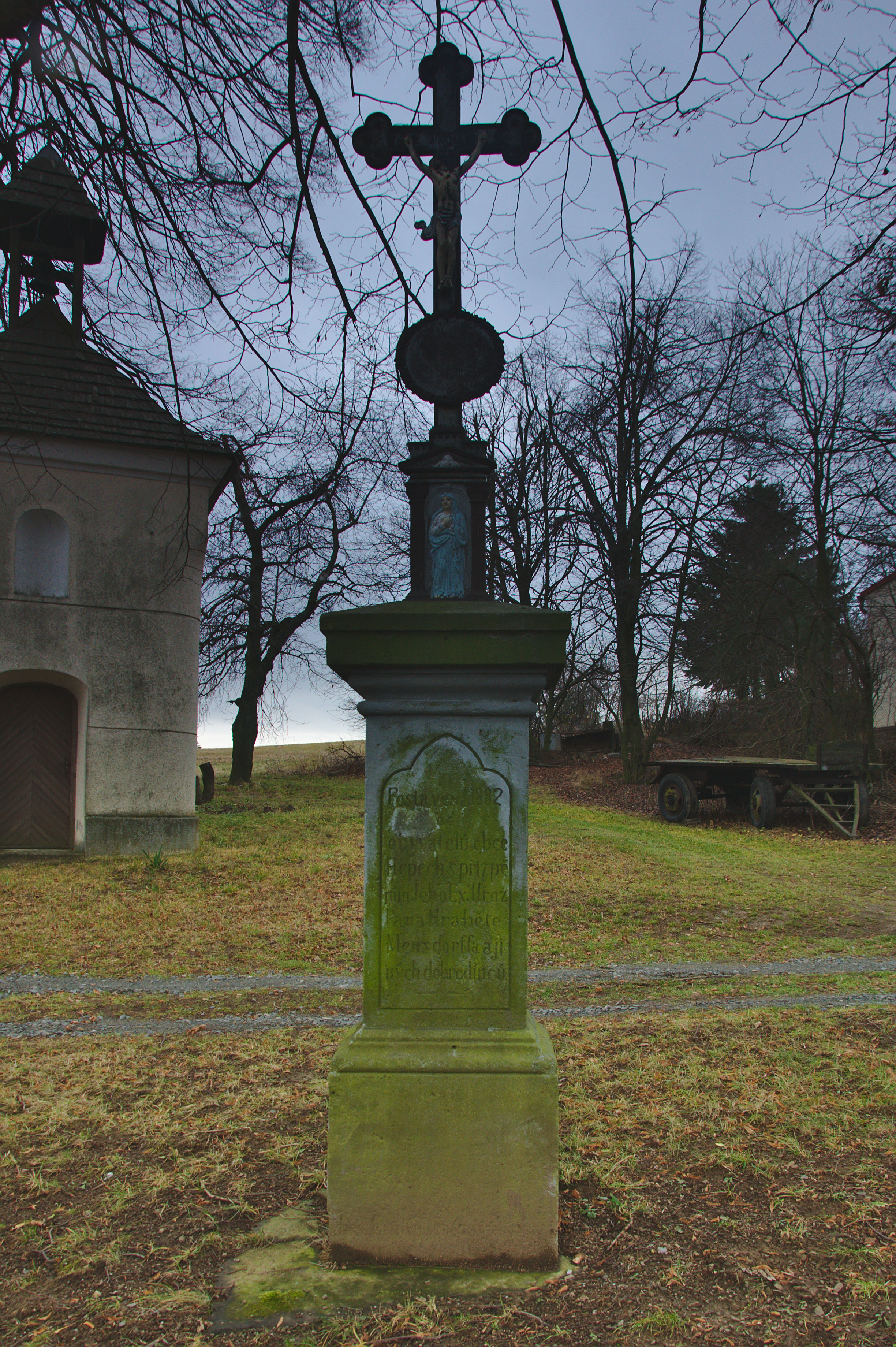
Kříž u zvonice
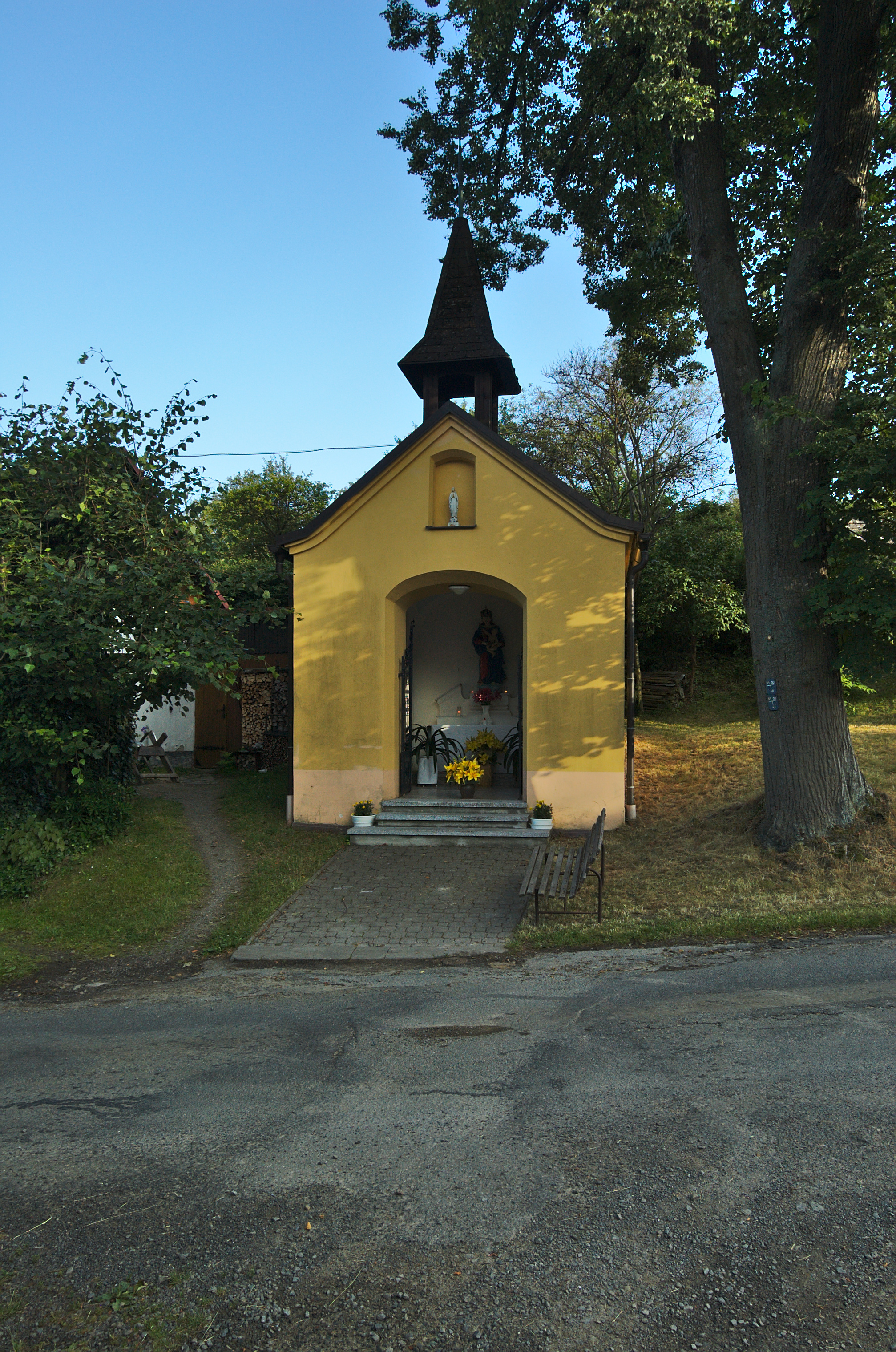
Kaplička v obci
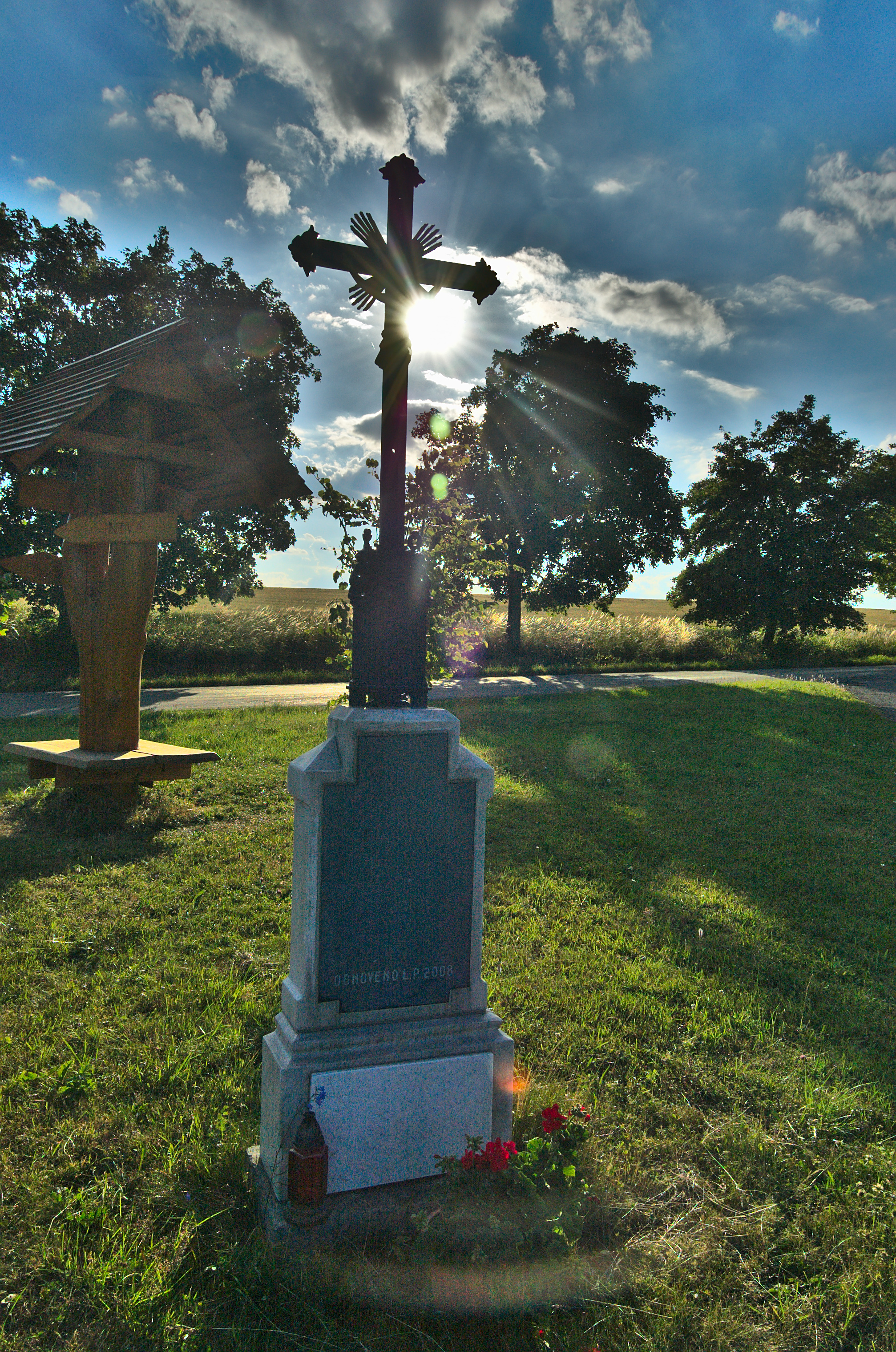
Kříž u odbočky z hlavní silnice do obce Repechy
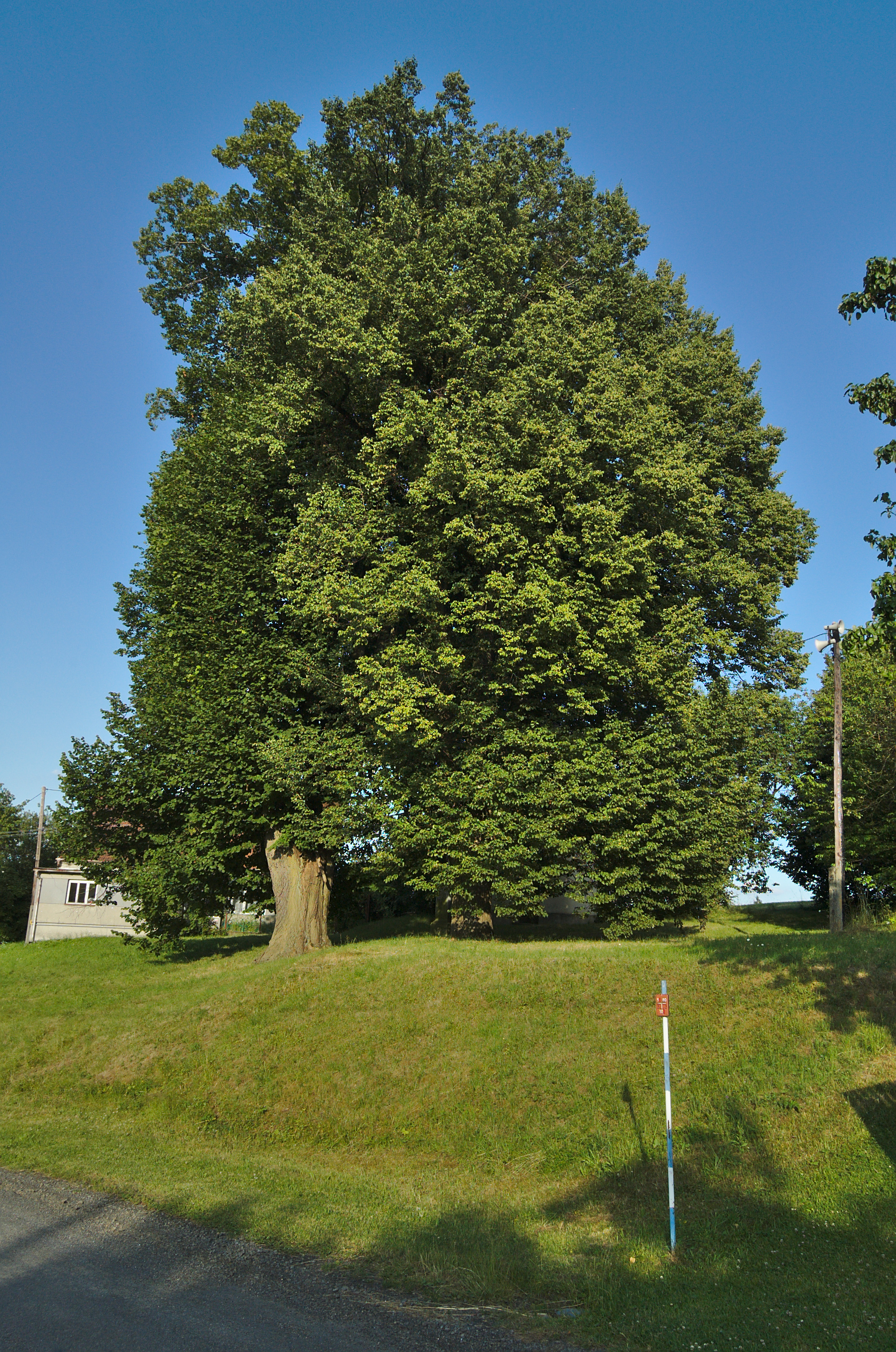
Strom a za ním schovaná zvonice a kříž
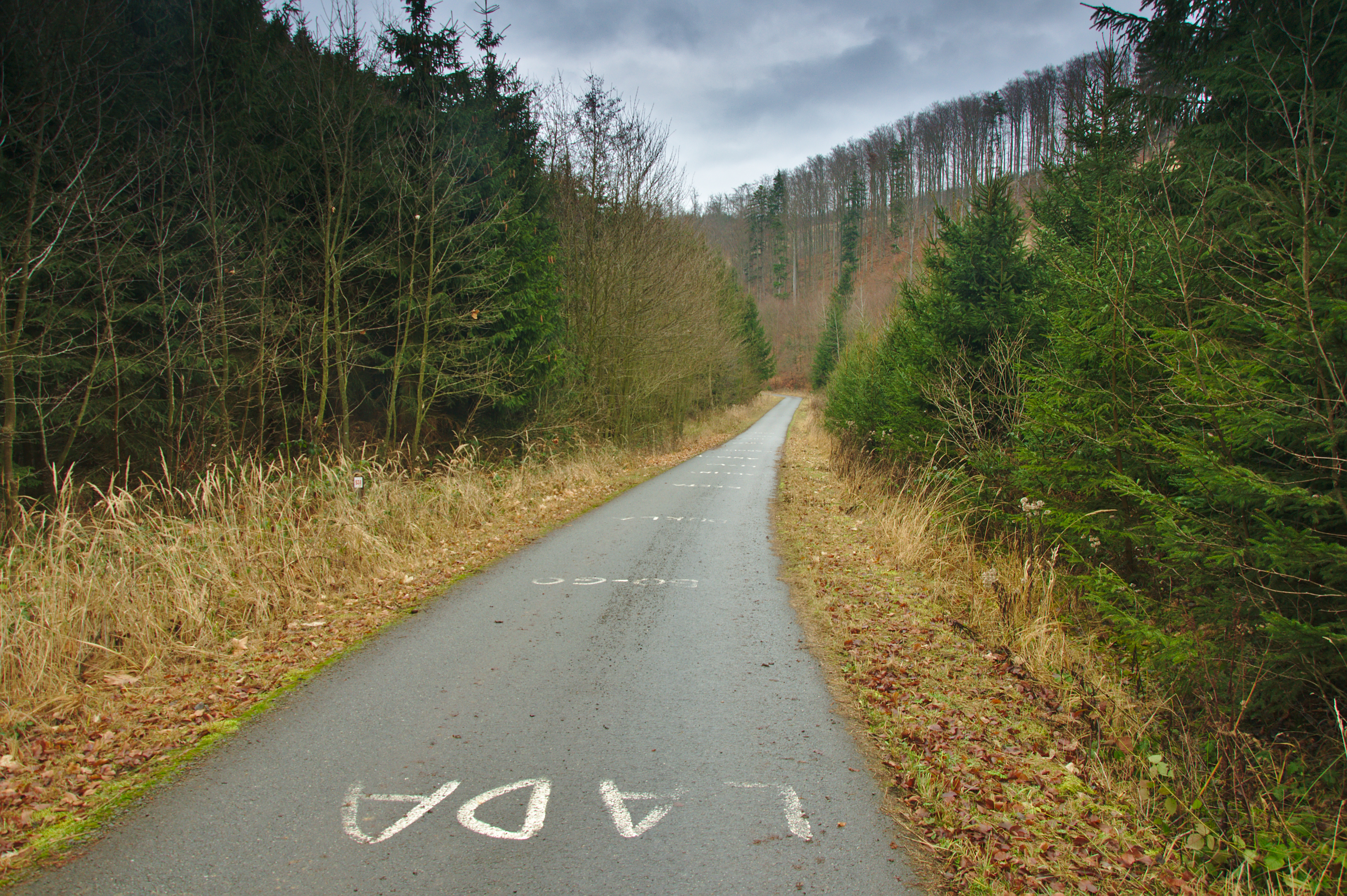
Repešský žleb
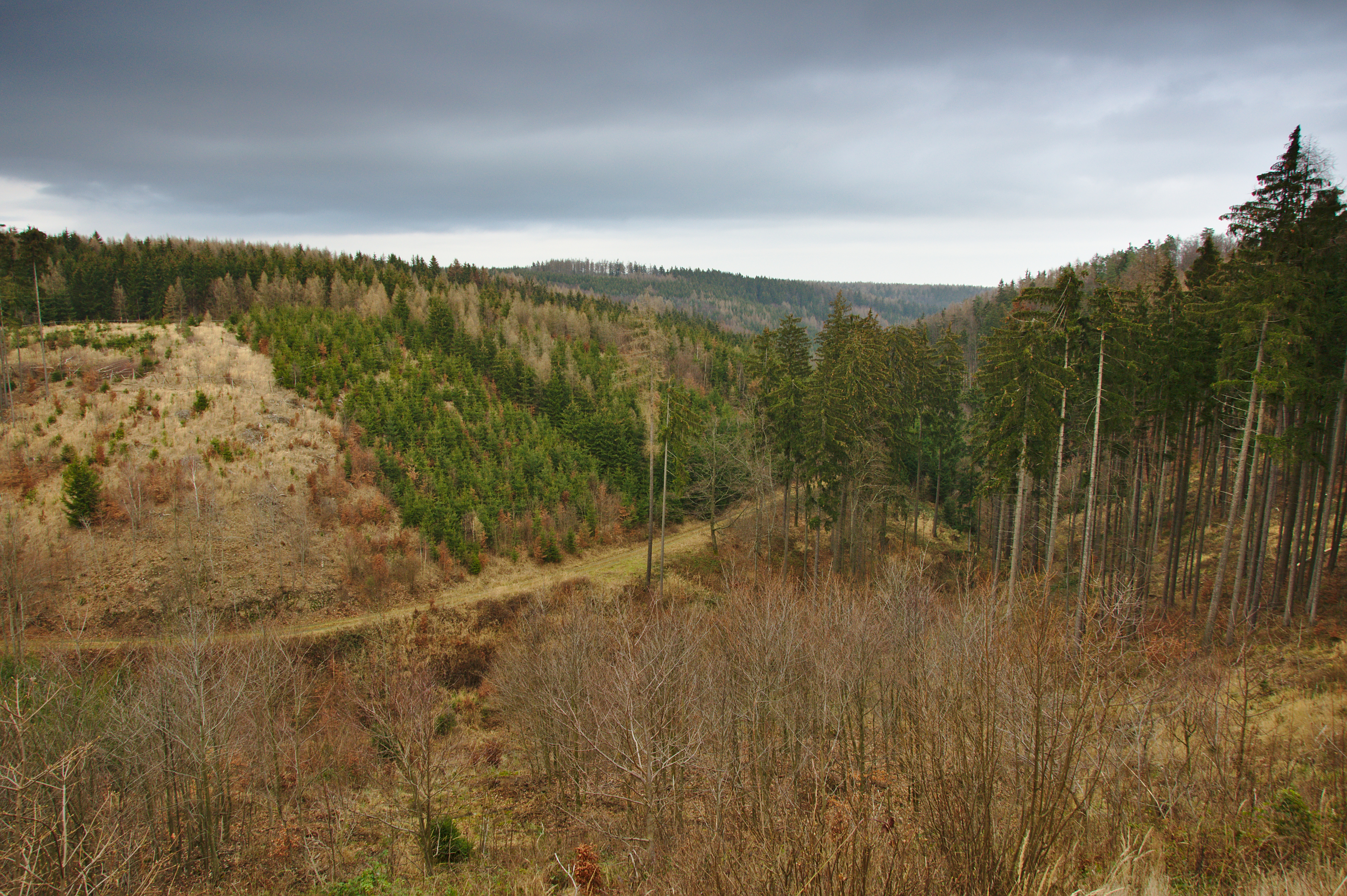
Kořelínské údolí severně od obce